# Muraqqa

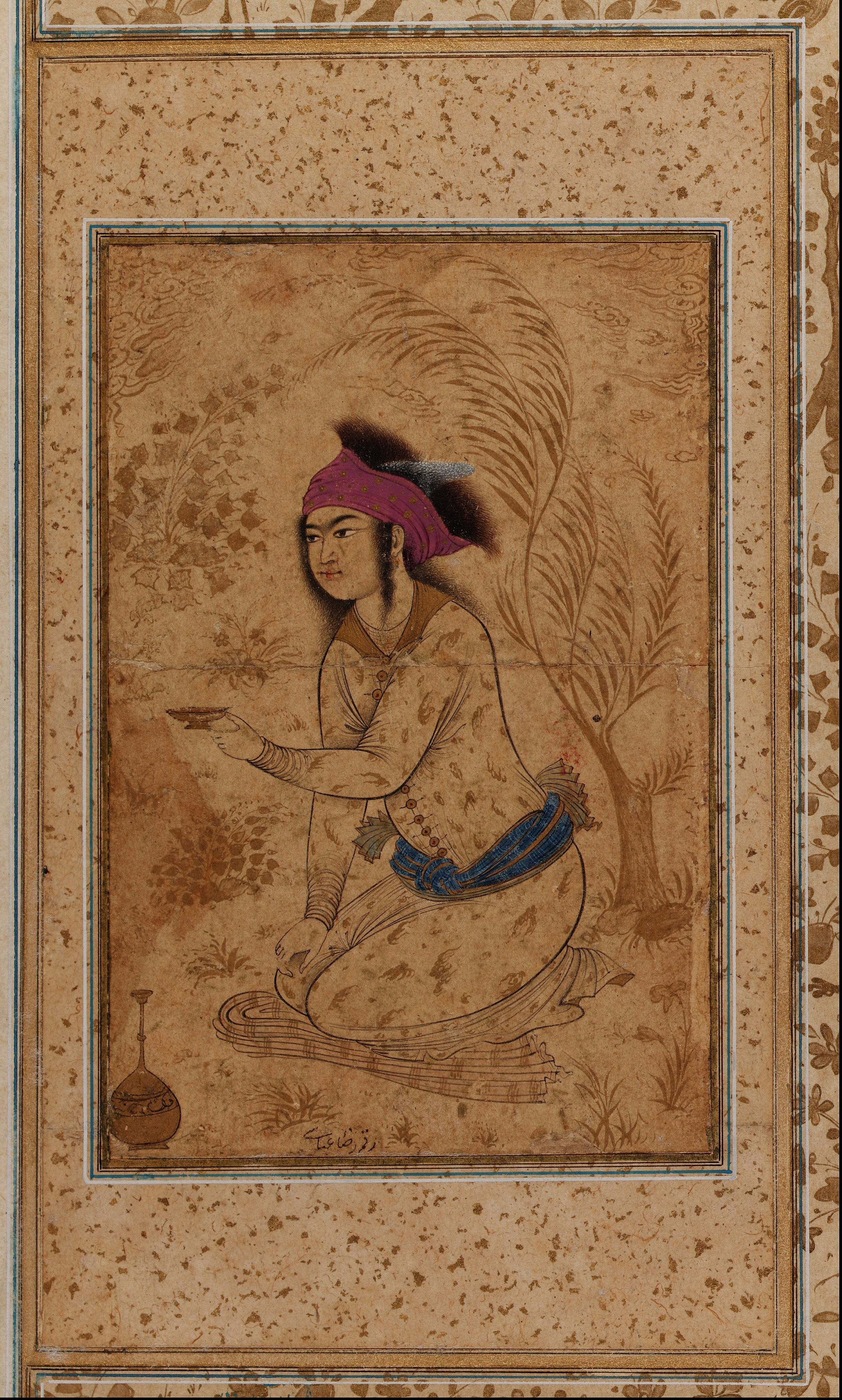
Giovane in ginocchio mentre porge una coppa di vino. Periodo safavide, inizi del XVII secolo, scuola di Esfahan. Inchiostro e colore su carta. Freer Sackler Gallery F1928.10

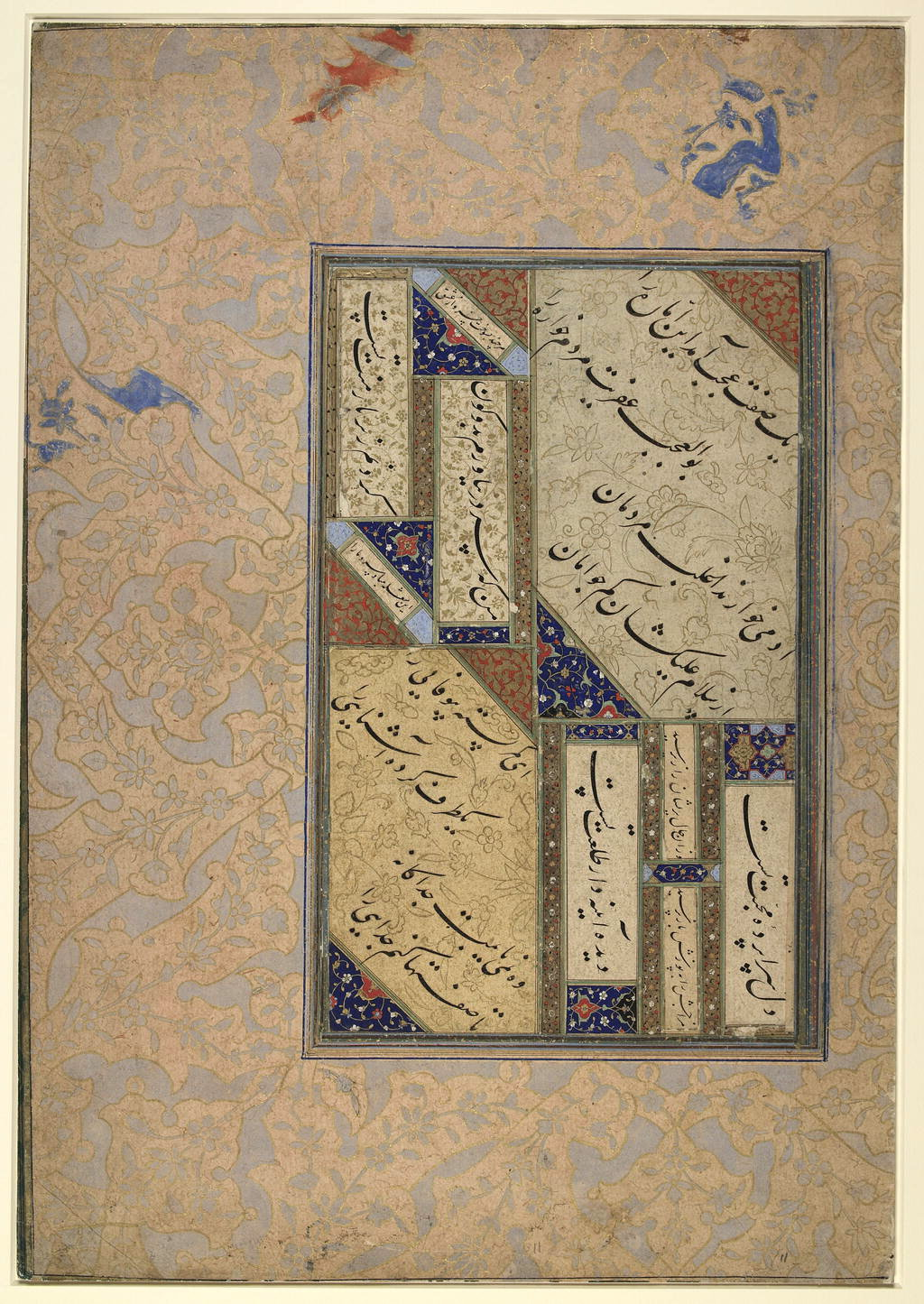
Alcuni versi in calligrafia persiana nasta'liq, probabilmente sempre una singola pagina, era un muraqqa; XVI-XVII secolo

Un muraqqa (in turco Murakka, in arabo مورّقة‎?, in persiano مُرَقّع‎) è un album in forma di libro contenente miniature islamiche ed esemplari di calligrafia islamica, normalmente provenienti da diverse fonti, e forse anche altro materiale. L'album era popolare tra i collezionisti nel mondo islamico e alla fine del XVI secolo divenne il formato predominante per la pittura in miniatura negli imperi persiano safavide, moghul e ottomano, influenzando notevolmente la direzione presa dalle tradizioni pittoriche della miniatura persiana, ottomana e moghul. L'album sostituì in gran parte il manoscritto miniato dei classici della poesia persiana, che fino a quel momento era stato il veicolo tipico per i migliori pittori di miniature. L'elevato costo e il ritardo nel commissionare un esemplare di alta qualità di un'opera simile li limitò essenzialmente al sovrano e ad una manciata di altre eminenti figure, che di solito dovevano mantenere un intero laboratorio di calligrafi, artisti e altri artigiani, con un bibliotecario a gestire l'intero processo. 
Un album poteva essere compilato nel tempo, pagina per pagina, e spesso includeva miniature e pagine di calligrafia da libri più antichi che erano stati divisi per questo scopo e permetteva a una cerchia più ampia di collezionisti di accedere ai migliori pittori e calligrafi, anche se erano anche compilati da, o regalati, a shah e imperatori. I primi muraqqa erano solo pagine di calligrafia; fu alla corte di Herat del principe timuride Baysunghur, all'inizio del XV secolo, che la forma divenne importante per la pittura in miniatura. La parola muraqqa significa "ciò che è stato unito insieme" in lingua persiana.
Le opere di un album, in genere di dimensioni originali diverse, venivano ritagliate o montate su pagine di dimensioni standard, spesso con l'aggiunta di nuove decorazioni ai bordi. Quando la raccolta era considerata completa, veniva rilegata, spesso molto lussuosamente, con una copertina islamica che poteva essere altamente decorata con vernice laccata, stampa in oro su pelle o altre tecniche. Altri muraqqa potevano essere rilegati in una speciale forma a concertina. Molti erano disposti con pagine di calligrafia rivolte verso le miniature, con la corrispondenza del verso con l'immagine cosa che permetteva un certo spazio alla creatività del compilatore. Gli album contenenti solo calligrafia tendevano ad essere disposti in ordine cronologico per mostrare lo sviluppo di uno stile. I collegamenti di molti album consentivano di aggiungere e rimuovere elementi, oppure venivano semplicemente rimossi dal centro della pagina e tali modifiche venivano spesso apportate; alcuni album avevano segni che permettevano di tracciare le modifiche. Gli album più grandi avevano prefazioni appositamente scritte, che sono la fonte di un'alta percentuale di scritti contemporanei sopravvissuti sulle arti del libro e le biografie di pittori e calligrafi; questi tendevano a essere scritti da calligrafi. Anche per i calligrafi la singola pagina di un album divenne fonte di reddito, usando principalmente testi di poesie, estratti da un lungo testo classico o ghazal, ma a volte un estratto del Corano, messo al posto d'onore all'inizio dell'album. Le pagine degli album avevano spesso aree di illustrazione decorata (come nelle miniature) che condividevano i loro motivi con altri media, in particolare copertine di libri e disegni di tappeti, i migliori dei quali venivano probabilmente prodotti principalmente dallo stesso tipo di artista a corte, e inviati ai tessitori.
Mentre la classica tradizione del manoscritto miniato islamico si era concentrata su scene piuttosto affollate con un forte contenuto narrativo come illustrazioni in testi completi di opere classiche e lunghe come lo Shahnameh e il Khamsa di Nizami, la singola miniatura pensata fin dall'inizio per un muraqqa si sviluppò presto come scena più semplice con meno figure di grandi dimensioni, che mostravano spesso bellezze idealizzate di entrambi i sessi in un giardino o figure di genere della vita nomade, di solito senza identità reali o immaginarie. In India il ritratto realistico dei moghul, quasi sempre di sovrani o cortigiani, divenne una caratteristica molto comune, e nella Turchia ottomana i ritratti dei sultani, spesso molto stilizzati, erano una specialità particolare. Le scene completamente colorate tendevano a lasciare il posto a quelle in parte disegnate e in parte dipinte, oppure a figure con uno sfondo piccolo o assente. L'album si sovrapponeva, in una certa misura, all'antologia, una raccolta di diversi pezzi in cui l'enfasi principale era sui testi, ma che poteva anche includere dipinti e disegni inseriti da fonti diverse.

## Passaggio all'album

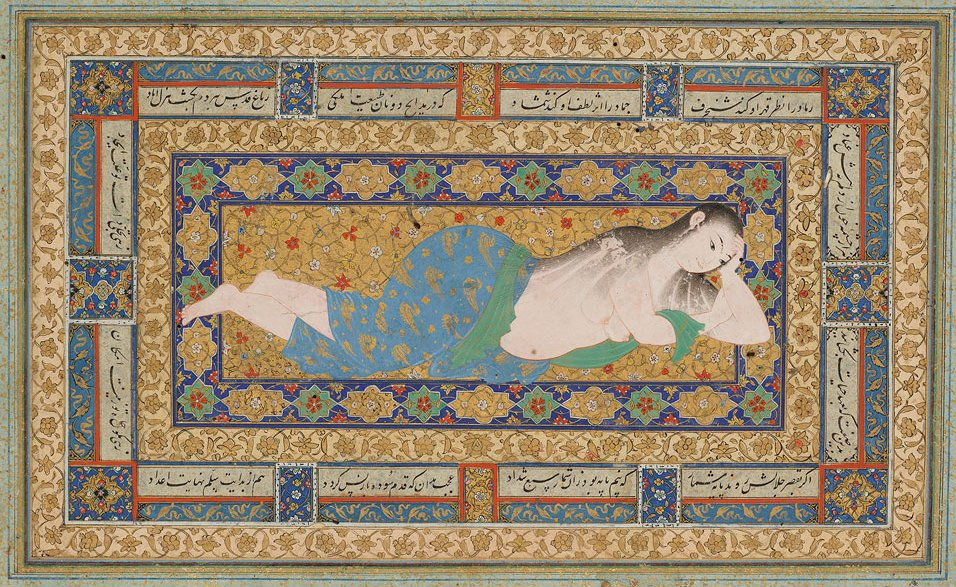
Una giovane donna sdraiata dopo il bagno, Herat 1590s, un'unica miniatura per il mercato di muraqqa

### Persia
La tradizione dominante della pittura in miniatura nel tardo Medioevo era quella della Persia, che aveva un certo numero di centri, ma tutti dipendevano solitamente da un mecenate chiave, o lo shah stesso, o una figura che governava una parte del paese da un centro come Herat, dove Baysunghur era un importante mecenate all'inizio del XV secolo, o il sovrano di un'altra parte del mondo persiano in un centro come Bukhara. Mentre la dinastia safavide centralizzava il dominio persiano nel XVI secolo, il numero di potenziali patroni di un laboratorio di grandi dimensioni diminuì, ma quello dello scià si espanse e produsse un numero di superbi libri illustrati, utilizzando una varietà di artisti di grande talento. Tuttavia, nel 1540, Shah Tahmasp I, in precedenza un appassionato mecenate, perse interesse nel commissionare libri, e in seguito la tradizione della pittura in miniatura persiana perse una costante fonte di commissioni per i libri nel vecchio stile. Dopo un intervallo di alcuni anni, il nipote di Tahmasp, Ibrahim Mirza, fondò un laboratorio a Mashhad, che produsse il Freer Jami negli anni 1560 e nel quale Shah Ismail II subentrò dopo aver ucciso il suo ex patrono nel 1577. Ma il regno di Ismail fu molto breve e da allora mancò un consistente patrocinio su larga scala. Fu in questo periodo che la singola miniatura, progettata per l'inserimento in un album, divenne dominante; tali lavori erano stati prodotti da molto tempo, ma ora erano diventati la principale fonte di reddito per molti artisti, che probabilmente li producevano spesso in modo speculativo senza commissioni, e poi cercavano di venderli (ma si sa poco sul mercato delle miniature degli album).
L'artista che incarna la miniatura dell'album persiano è Reza Abbasi, attivo dal 1580 fino alla sua morte nel 1635, le cui prime miniature singole di gruppi sono in qualche modo simili a quelle delle scene narrative, ma mancano di una narrazione reale ad esse collegata. Presto ritornò, e si svilupparono, soggetti per lo più di una o due figure, spesso simili a un ritratto, sebbene fornissero pochissime identità o probabilmente non avrebbero mai dovuto essere riconosciute. C'erano molti bei giovani, al cui abbigliamento veniva prestata grande attenzione.

### Turchia

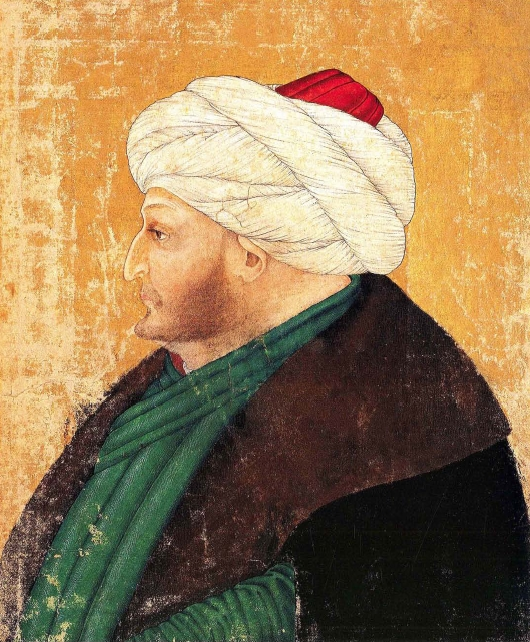
Ritratto di Mehmet II (1432-1481) del XV secolo, con influenza italiana

Il miglior dipinto ottomano era fortemente concentrato nella capitale, che dal 1453 era Istanbul, e il mecenate più importante era sempre il sultano. La biblioteca reale rimane in gran parte intatta in Turchia, principalmente nel Palazzo Topkapi, ed è stata notevolmente arricchita da manoscritti persiani, inizialmente presi durante le varie invasioni ottomane della Persia orientale e in seguito, dopo un trattato del 1555, spesso ricevuti come doni diplomatici. Molti di questi manoscritti furono scomposti per usare le miniature negli album. Gli artisti persiani furono importati praticamente dall'inizio della tradizione ottomana, ma soprattutto nel XVI secolo; sedici artisti furono riportati proprio dalla breve conquista ottomana di Tabriz nel 1514, sebbene nel 1558 i registri del palazzo elencassero solo nove artisti stranieri di ogni nazionalità, contro ventisei turchi. Ma uno stile tipicamente ottomano può essere notato soltanto dall'inizio del XVI secolo, con immagini che mostrano sfondi di paesaggi più semplici, più mare e navi, campi militari ben curati, paesaggi urbani distanti, maggiore caratterizzazione individuale dei volti, ma anche una tecnica meno raffinata. Vi fu una forte influenza europea, principalmente da Venezia, ma questa era limitata alla ritrattistica.
Gli album turchi includono miscugli di raccolte di miniature simili a quelle persiane che spesso comprendono pezzi persiani, con l'aggiunta di disegni a penna piuttosto più elaborati di natura essenzialmente decorativa, di un motivo a fogliame, o di un uccello o un animale trattati in gran parte come tali. Gli album dedicati ai sultani, con ritratti e pezzi di testo elogiativi, sono un tipo tipicamente turco, e c'erano anche album di scene di vita turca, che mostravano il costume relativamente uniforme di diversi gradi della società, i metodi di tortura e di esecuzione capitale, e altre scene di interesse per gli stranieri per lo più occidentali per i quali venivano prodotte, abbinando stampe simili realizzate nell'Europa del tempo.
Un tipo molto particolare di miniatura si trova solo negli album ottomani, anche se potrebbero essere stati portati dalla Persia come bottino e forse non erano destinati agli album in origine. Sono circa ottanta le immagini misteriose e potenti raggruppate sotto il nome di Siyah Qalam, che significa "Penna nera" (o penna ubriaca o malvagia), piena di demoni e scene che suggeriscono la vita nomade in Asia centrale, anche se è stato anche ipotizzato che provenissero da un singolo artista di corte persiano lasciatosi andare. Sono forse dell'inizio del XV secolo, e raggiunsero la Turchia nel XVI.
Un altro tipo distintivo di lavoro ottomano è il découpage o la miniatura di carta tagliata, in cui vengono utilizzati pezzi di carta di diversi colori, tagliati con piccoli dettagli e poi incollati insieme, per creare l'immagine. Questa tecnica è stata usata per le copertine dei libri nella Persia Timuride, poi verniciate per protezione, ma in Turchia le immagini erano trattate come miniature e inserite negli album; la tecnica era anche molto usata per la decorazione del bordo della pagina.

### Subcontinente indiano

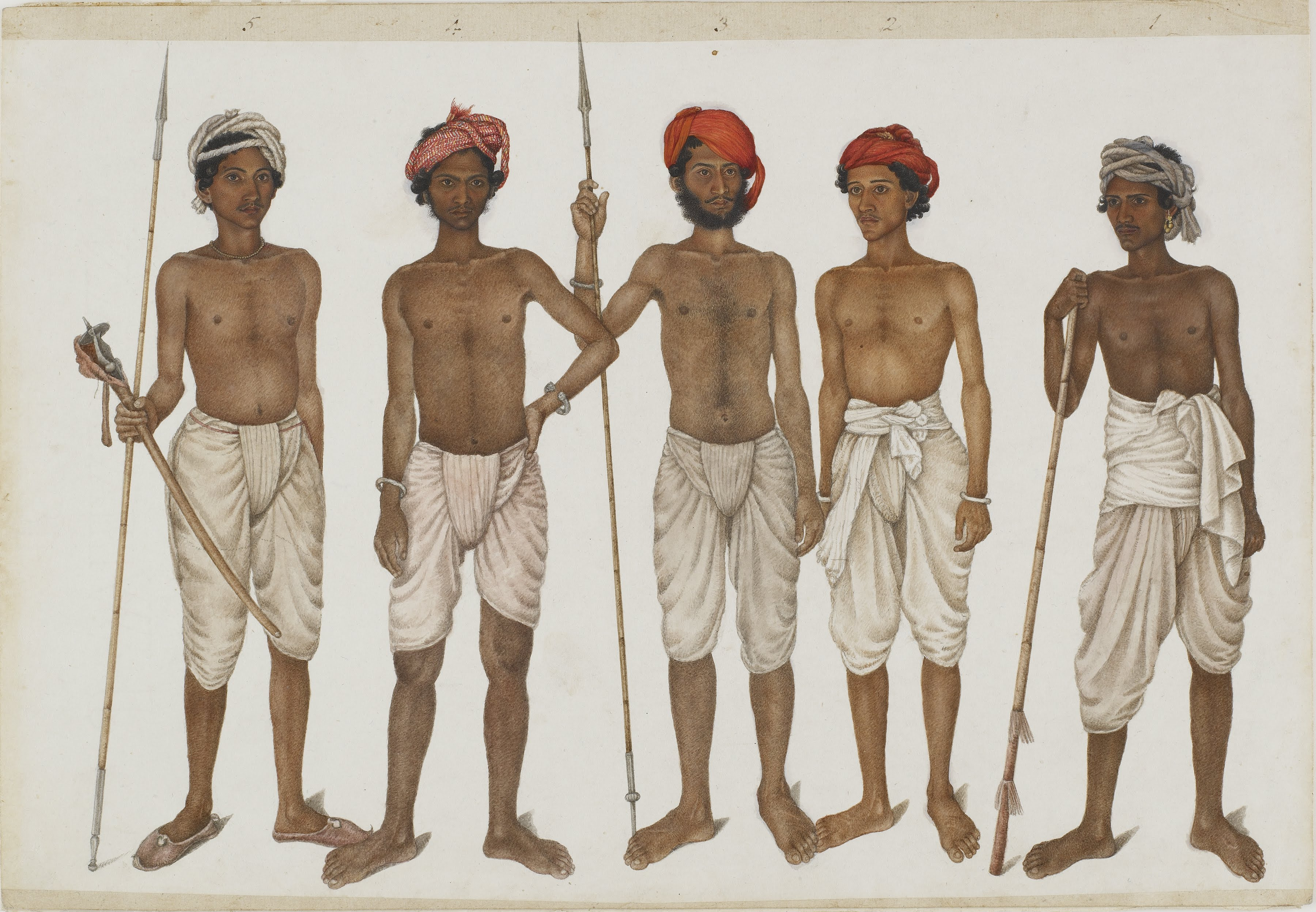
Miniatura in stile militare di cinque reclute in un'unità militare indo-britannica, c. 1815

La dinastia moghul, nel subcontinente indiano, iniziò piuttosto tardi nella creazione di un grande laboratorio di corte, che non ebbe inizio se non dopo l'esilio in Persia del secondo imperatore, Humayun, che al suo ritorno, intorno al 1549, portò con sé degli artisti persiani tra cui Abd as- Samad. Lo stile moghul si sviluppò sotto il successivo imperatore, Akbar, che commissionò alcuni libri miniati molto grandi, ma i suoi artisti produssero anche singole miniature per gli album. Nel caso dello Jahangirnama, l'imperatore Jahangir tenne un diario e commissionò dipinti separatamente, che probabilmente furono conservati nel Kitabkhana (किताबखाना), fino a quando il suo contributo ufficiale al genere della cronaca di corte non fu riunito. Fin dall'inizio lo stile moghul raggiunse una forte caratteristica della ritrattistica realistica, di solito di profilo, e forse influenzata dalle stampe occidentali, che erano disponibili presso la corte. Per molto tempo i ritratti erano sempre di uomini, spesso accompagnati da servi o concubine; ma c'è un dibattito accademico sulla rappresentazione delle donne di corte nella ritrattistica. Alcuni studiosi sostengono che non ci sono somiglianze esistenti di figure come Jahanara Begum e Mumtaz Mahal, e altri attribuiscono miniature, ad esempio dall'album Dara Shikoh o dal ritratto a specchio della Freer Gallery of Art, a queste famose nobildonne. Un'altra area tematica popolare era quella degli studi realistici su animali e piante, principalmente fiori; dal XVII secolo i ritratti equestri, principalmente di sovrani, divennero un altro prestito popolare dall'arte occidentale. La singola figura idealizzata del tipo Riza Abbasi era meno popolare, ma le scene completamente dipinte di innamorati in un palazzo divennero popolari in seguito. Anche i disegni di scene di genere, in particolare uomini santi, musulmani o indù, divennero popolari. 
Akbar aveva un album, ora disperso, costituito interamente da ritratti di persone della sua enorme corte che aveva uno scopo pratico; secondo i cronisti, era solito consultarlo quando discuteva di appuntamenti e simili con i suoi consiglieri, apparentemente per fare mente locale su chi fossero le persone che avrebbe dovuto incontrare. Molti di loro, come le immagini medievali europee di santi, portavano oggetti associati per facilitare l'identificazione, ma normalmente le figure si trovavano su uno sfondo semplice. Ci sono un certo numero di bei ritratti di Akbar, ma fu sotto i suoi successori Jahangir e Shah Jahan che il ritratto del sovrano si affermò saldamente come soggetto principale nella pittura in miniatura indiana, che doveva diffondersi alle corti principesche musulmane e indù attraverso l'India.
Nel XVIII e XIX secolo artisti indiani, che lavoravano nello stile ibrido indoeuropeo, produssero album di miniature per gli europei che vivevano in India come parte del Raj britannico e dei suoi equivalenti francese e portoghese. Alcuni europei raccolsero o ricevettero miniature indiane precedenti; gli album Large and Small Clive sono stati omaggiati a Lord Clive e ora si trovano al Victoria & Albert Museum di Londra. Altri crearono nuovi album, tendendo a concentrarsi sui ritratti di animali e sulle case, i cavalli e altri possedimenti di questo ricco gruppo. Nel XIX secolo le immagini degli indiani e dei loro costumi, spesso classificati in base al tipo o all'occupazione regionale ed etnica, divennero molto popolari. Tra i grandi mecenati c'erano il colonnello James Skinner, che aveva una madre Rajput, e per i dipinti di storia naturale, Mary Impey, moglie di Elijah Impey, che ne commissionò oltre trecento, e il Marchese Wellesley, fratello del primo duca di Wellington, che aveva oltre 2.500 miniature. 

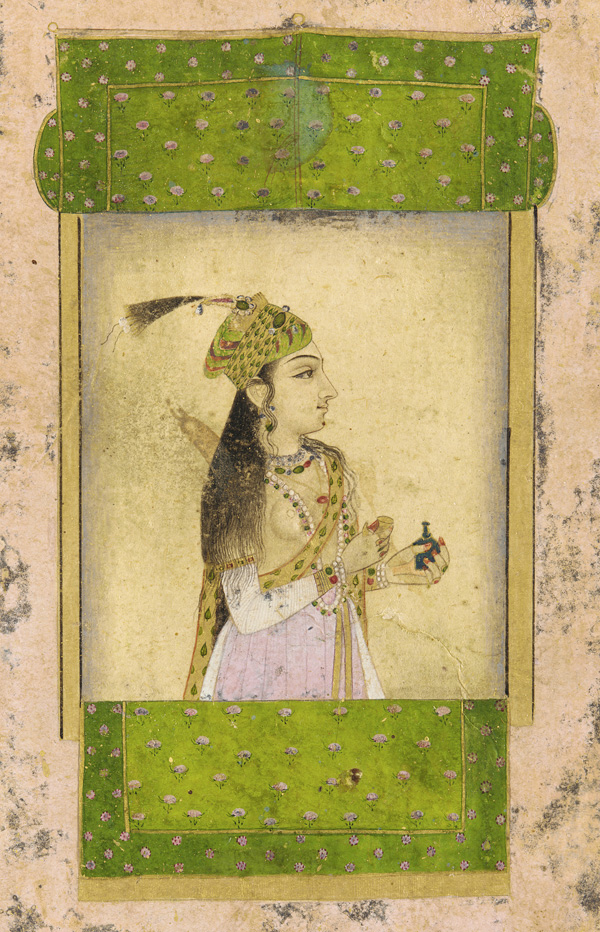
Una nobile signora, dinastia moghul, India. XVII secolo. Colore e oro su carta.
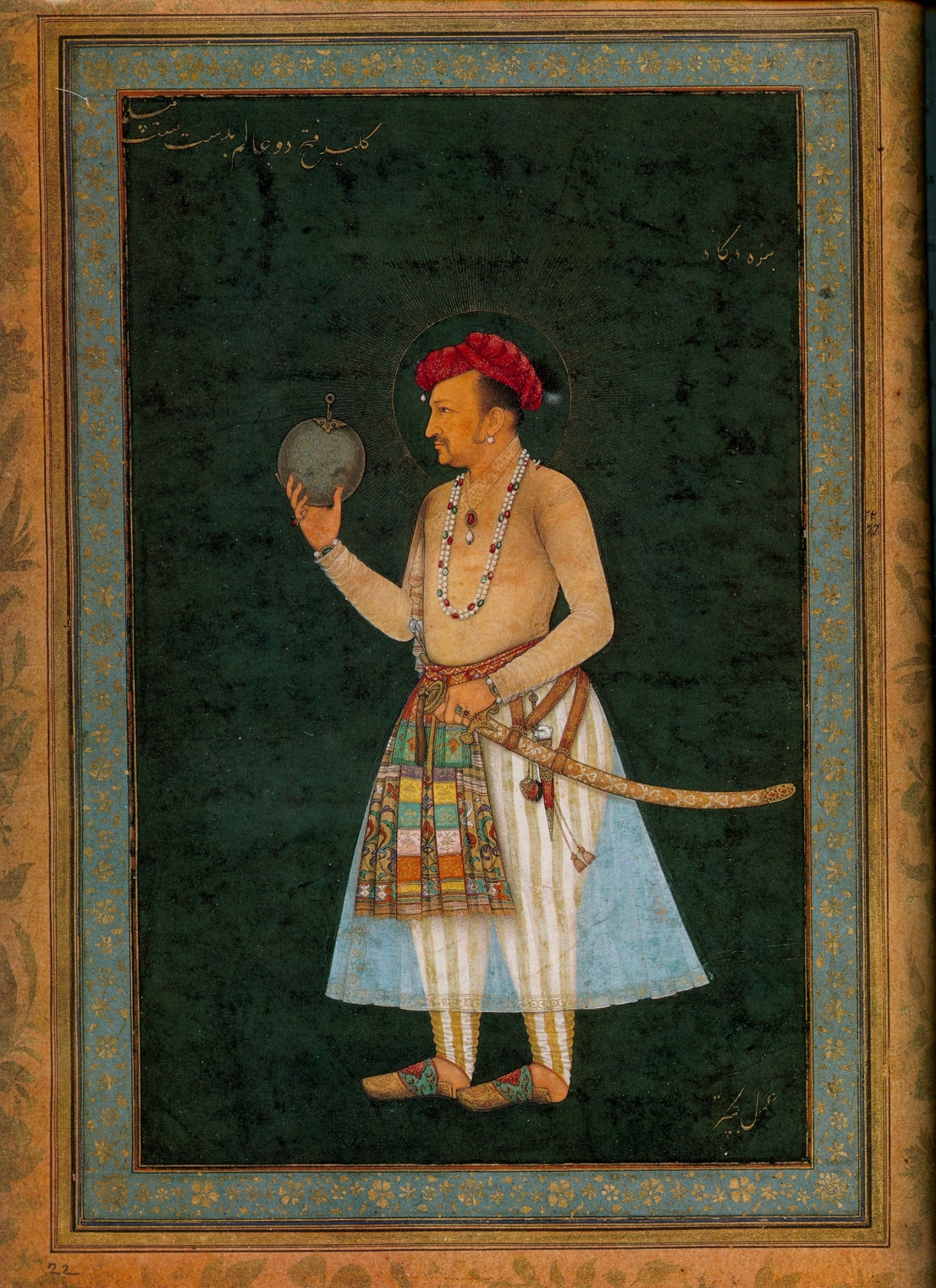
Jahangir on un globo in mano, 1614-1618. India.
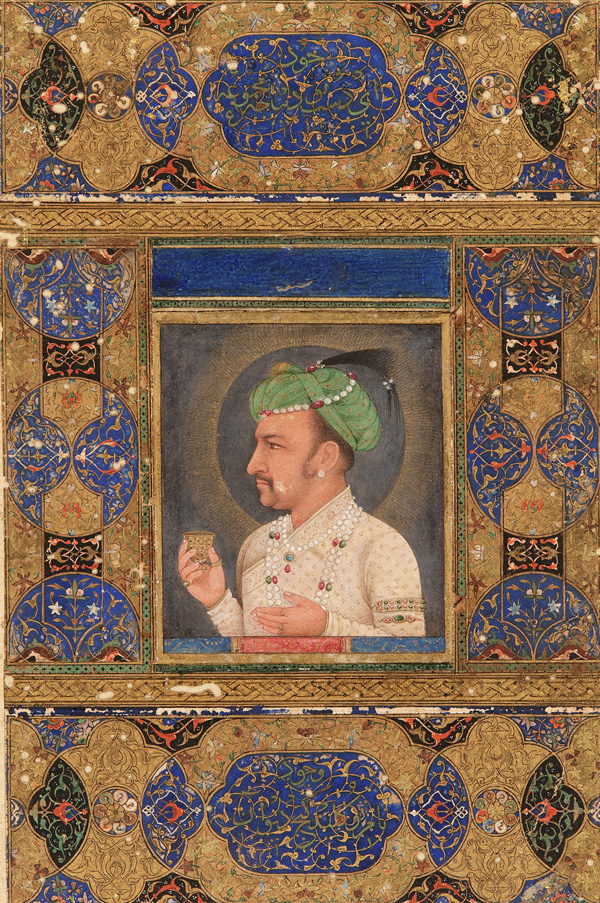
Jahangir, dinastia moghul, regno di Jahangir, XVII secolo. India. Colore e oro su carta.[24].
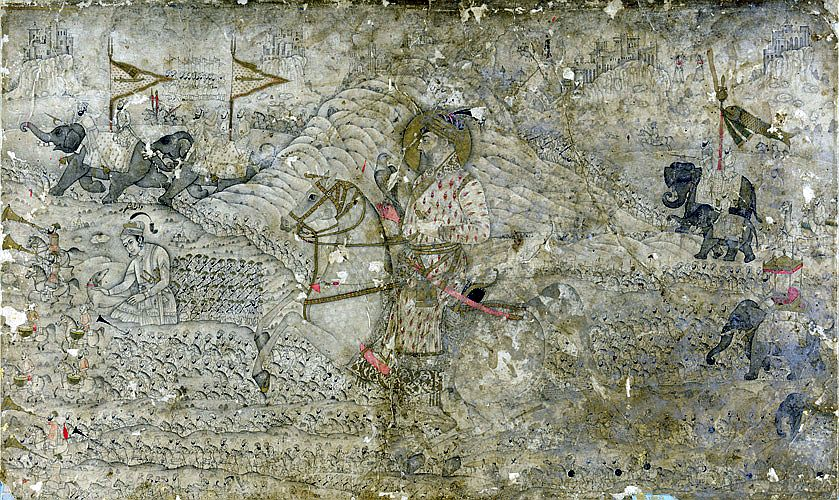
Shah Jahan e suo figlio, Dara Shikoh a caccia, moghul, India. c XVII secolo. Colore e oro su carta.

## Uso degli album

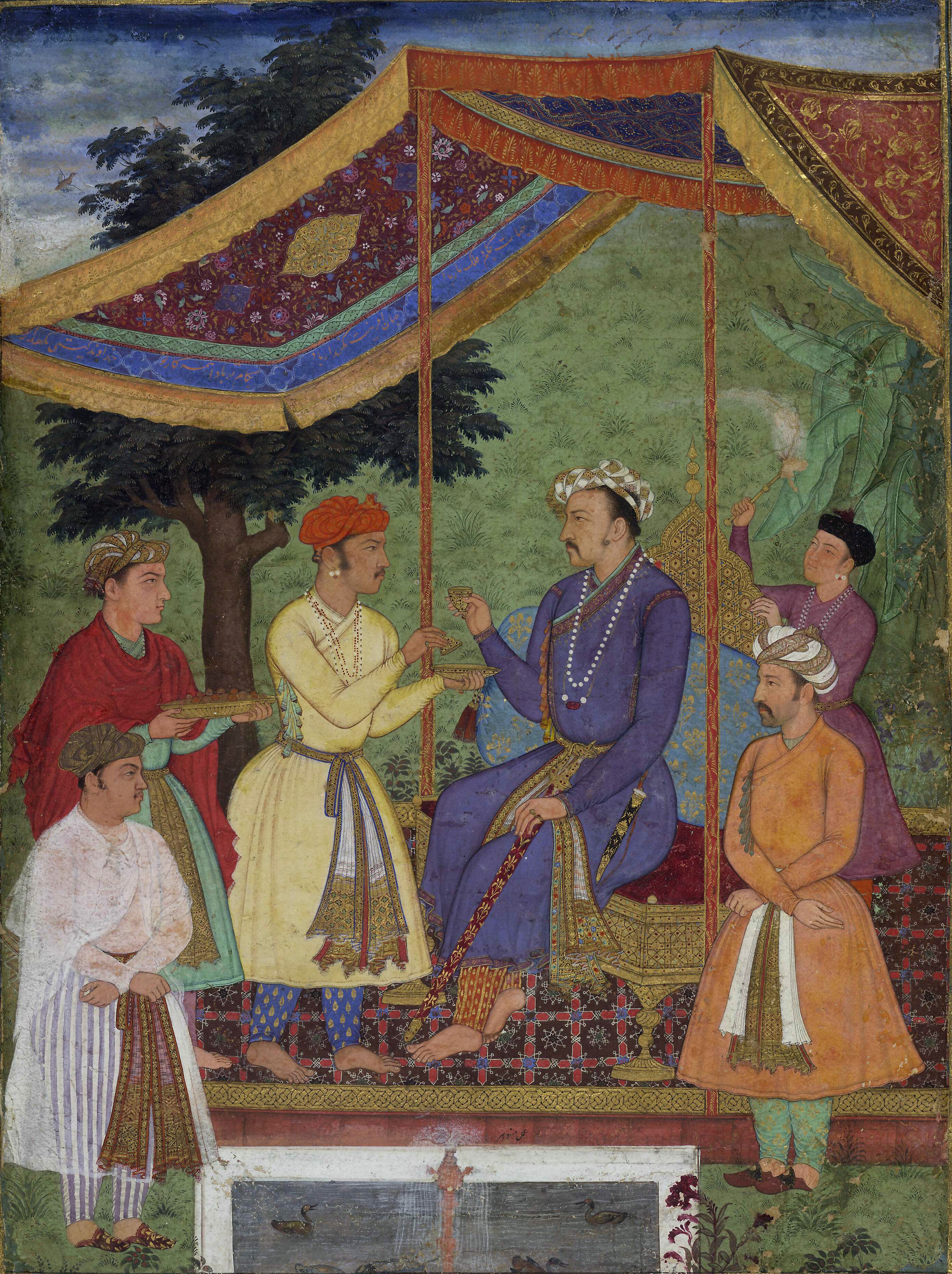
Manohar, l'imperatore Jahangir riceve i suoi due figli, un album in gouache su carta, c. 1605-6

Gli album venivano spesso regalati per segnare una pietra miliare nella vita. I cronisti raccontano che quando il principe persiano Ibrahim Mirza fu ucciso, nel 1577 per ordine di Shah Tahmasp I, sua moglie, la sorella di Tahmasp, distrusse opere d'arte tra cui un album contenente miniature di Behzad tra le altre, che suo marito le aveva fato compilare e donato per il loro matrimonio, lavando le miniature in acqua. Forse non voleva che qualcosa cadesse nelle mani di suo fratello, che aveva ordinato la morte di suo marito, e che prese possesso del laboratorio del principe. Gli album venivano spesso regalati ai sovrani in occasione della loro incoronazione o, in Turchia, a Capodanno. Potevano anche essere donati come regali diplomatici tra sovrani.
Un muraqqa fu creato per il sultano Murad III nel 1572 quando salì al trono, il che era insolito perché la dedica è molto dettagliata, compresa la data e il luogo della creazione, vale a dire Istanbul, 1572-1573. La dedica è a Murad III, nominando anche il suo compilatore Mehmed Cenderecizade. Il muraqqa di Murad III venne progettato in modo molto più stravagante rispetto ad altri muraqqa islamici e con dipinti con bordi originali nakkashane (studio di pittura ottomana). Questo muraqqa conteneva dipinti in miniatura, disegni a inchiostro e calligrafia, compresi i Ghazal. Il muraqqa di Murad III ha ventiquattro miniature create nelle città di Bukhara, ad est della Persia, Tabriz, Esfahan e Qazvin in Persia e Istanbul tra la fine del XV e il XVII secolo. Ha un'introduzione di due pagine, scritta in persiano, che è simile nella struttura alle prefazioni degli album di Timuridi e Safavidi, e indica che questo muraqqa è stato compilato a Istanbul meno di due anni prima che Murad III diventasse sultano.
Un altro album della collezione reale ottomana contiene solo immagini occidentali, per lo più stampe ma include un disegno a penna di una Pergamena ornamentale con putti e peni, "per l'allegria degli ospiti adulti a una cena a Pera". La collezione fu probabilmente assemblata per un fiorentino alla fine del XV secolo, probabilmente un commerciante che viveva a Istanbul (dove Pera era il quartiere degli occidentali). Le altre 15 immagini sono un gruppo misto di incisioni fiorentine, per lo più impressioni uniche (cioè altrimenti sconosciute), con alcuni soggetti religiosi e una stampa colorata di Mehmet II, che apparentemente acquisì l'album. È interessante per gli storici dell'arte perché solo una piccola manciata di primi album di stampe occidentali sopravvive, essendo stata dispersa da collezionisti o commercianti successivi; all'epoca erano probabilmente comuni tra i collezionisti in Europa.

### Esempi dalla corte moghul
- Album Salim, prodotto durante il regno di Akbar il Grande, contiene sia immagini cristiane che ritratti di cortigiani indù.
- The Minto Albums, del regno di Shah Jahan, contiene miniature raffiguranti cortigiani reali, giardini e immagini di animali selvatici, circondati da elaborati bordi floreali.
- Album dello Shah Jahan, ora disperso, venne diviso da George Joseph Demotte, un rivenditore belga. Molti dei fogli sono ora al Metropolitan Museum of Art di New York.
- Album Kevorkian, ora diviso principalmente tra New York (Metropolitan) e Washington (Freer).

## Nei tempi moderni
Abdur Rahman Chughtai era un pittore responsabile della rinascita dei muraqqa nel subcontinente indiano nel 1928 dopo aver pubblicato il suo Muraqqa-I Chughtai. Quando iniziò a dipingere, nel 1910, i suoi soggetti principali furono la mitologia indù, ma dagli anni 1920 si ispirò ad opere d'arte islamica tra cui muraqqa, ghazal, e miniature ottomane.
Utilizzando gli strumenti emergenti delle discipline umanistiche digitali, Sumathi Ramaswamy alla Duke University ha ricreato la forma di un muroqqa moghul per tracciare gli itinerari del globo terrestre nella prima India moderna.